# Titti in gabbia
Titti in gabbia (Catty Cornered) è un film del 1953 diretto da Friz Freleng. È un cortometraggio d'animazione della serie Merrie Melodies, distribuito negli Stati Uniti il 31 ottobre 1953. Dal 1998 viene distribuito col titolo Eroe per caso.
Parte di questo cartone animato è stata inserita nel film Looney, Looney, Looney Bugs Bunny Movie (1981), aggiungendovi una nuova animazione iniziale che mostra Bugs Bunny dare a Silvestro un distintivo da vicesceriffo speciale incaricandolo di trovare Titti.

## Trama
Titti, un canarino prezioso che vale un milione di dollari, è stato catturato e tenuto in ostaggio da una coppia di criminali: Rocky e il suo assistente Nick. Silvestro, interessato solo a trovare qualcosa da mangiare, lo vede vicino alla finestra dell'appartamento in cui si trovano i criminali, così prova per tre volte a portarlo via senza riuscirci (Titti crede invece che Silvestro lo voglia salvare). Il gatto infine entra nell'appartamento usando un montacarichi, nello stesso momento in cui la polizia circonda l'edificio. Nick nasconde Titti nel montacarichi, ignaro che Silvestro sia lì dentro. Mentre Rocky viene arrestato, Silvestro fugge dal condominio con Titti e viene subito acclamato come un eroe dalla stampa, che non sa delle sue reali intenzioni. Silvestro si ritrova quindi a partecipare a una celebrazione in cui il sindaco gli chiede di baciare Titti, ma lui lo mangia e viene costretto dal sindaco a sputarlo; solo in quel momento Titti si rende conto del vero scopo del gatto.

## Distribuzione

### Edizione italiana
Il corto fu distribuito in Italia il 17 dicembre 1969 nel programma Silvestro e Gonzales: Dente per dente, tuttavia a differenza degli altri cortometraggi che vi erano contenuti esso fu presentato in lingua originale. Fu doppiato per la prima volta all'inizio degli anni settanta per la trasmissione sul Programma Nazionale all'interno de Gli eroi di cartone, senza utilizzare la colonna internazionale e quindi sostituendo la musica presente durante i dialoghi; in questa edizione Titti viene chiamato col suo nome originale Tweety. Nel 1998, per l'inclusione nella VHS Bugs Bunny & Titti - Occhio al canarino, il corto fu ridoppiato dalla Angriservices Edizioni sotto la direzione di Renzo Stacchi su dialoghi di Giorgio Tausani.

### Edizioni home video

#### VHS
Italia
- Silvestro e Gonzales: Dente per dente - 2ª parte (1985)[6]
- Bugs Bunny & Titti - Occhio al canarino (febbraio 1998)
- Titti: Un amore di canarino (marzo 2000)

#### Laserdisc
- Guffaw and Order: Looney Tunes Fight Crime (18 maggio 1994)

#### DVD
Il cortometraggio è stato inserito nel DVD-Video Tweety: Un amore di canarino, uscito in Italia il 23 giugno 2010.

#### Blu-ray Disc
Il corto è stato pubblicato in Blu-ray Disc in America del Nord nella raccolta Looney Tunes Collector's Choice: Volume 2, distribuita il 12 dicembre 2023.